# Sade (film)
Pour les articles homonymes, voir Sade.
Pour plus de détails, voir Fiche technique et Distribution.
Sade est un film français de Benoît Jacquot, sorti en 2000.

## Synopsis
Le film évoque essentiellement les quelques mois que, en pleine Terreur, le Marquis de Sade (Daniel Auteuil) passa à la clinique de Picpus, de fin mars 1794 jusqu'après la chute de Robespierre, qui lui permit d'échapper de justesse à la guillotine. À la clinique de Picpus, où la petite noblesse et l'aristocratie en état d'arrestation tuent le temps et tentent d’échapper à l'échafaud en soudoyant les geôliers, tout en jouissant d'une relative liberté à l'intérieur de l'enceinte, Sade arrive précédé de sa réputation sulfureuse d'écrivain libertin et immoral, à éviter.
Néanmoins, par sa franchise courageuse, son humour souvent grinçant et ses manières tout à fait dignes du gentilhomme qu'il est, il sait s'attirer l'estime, voire l'amitié de plusieurs codétenus, et notamment la fille du Vicomte de Lancris, Émilie, qu'il initiera à la sensualité, et à qui il apprendra à jouir de chaque instant de la vie, selon sa philosophie basée sur le profit de l'instant présent et un solide athéisme.
Régulièrement, Sade reçoit la visite de son ancienne maîtresse Marie-Constance Quesnet, surnommée « Sensible », qui vit par ailleurs avec le conventionnel Étienne Fournier, proche de Robespierre. Sade et Sensible ont conservé une tendre amitié. Par amour pour Marie-Constance, Fournier procure à celle-ci des saufs-conduits qui lui permettent de visiter Sade malgré l'avis de Robespierre. Mais la Terreur s'amplifie, l'échafaud vient se dresser tout près de là, et dans le parc de la clinique où Sade parvient à présenter, avec ses amis, un spectacle aux autres codétenus, on vient creuser des fosses communes pour les cadavres des suppliciés. La menace se rapproche de Sade qui n'en a cure. Fournier, cependant et toujours par amour pour Sensible, s'arrange pour que la condamnation à mort de Sade prononcée par Fouquier-Tinville soit ajournée pour lui laisser le temps de s'enfuir. C'est la chute de Robespierre, suivi par Fournier, qui le sauvera in extremis de l'échafaud. Par la même occasion, il sauve ses écrits qu'il a pris soin de camoufler dans une cachette de sa chambre.

## Fiche technique
- Titre : Sade
- Titre international : Sade
- Réalisation : Benoît Jacquot
  - Assistant réalisateur : Antoine Santana
- Scénario : Jacques Fieschi et Bernard Minoret, d'après l'œuvre de Serge Bramly
- Production : Alicéleo (France), Cofimage 11 (France), Studiocanal (France), TF1 Films Production (France)
  - Producteur : Patrick Godeau
  - Producteur exécutif : Françoise Galfré
- Photographie : Benoît Delhomme
- Compositeur : Francis Poulenc
- Costumes : Christian Gasc
- Décors : Sylvain Chauvelot
- Montage : Luc Barnier
- Pays d'origine :  France
- Format : couleur - 35 mm
- Durée : 1h40
- Dates de sortie :
  -  France : 23 août 2000
  -  Belgique : 30 août 2000

## Distribution
- Daniel Auteuil : le Marquis de Sade
- Marianne Denicourt : Marie Constance Quesnet surnommée Sensible
- Jean-Pierre Cassel : le Vicomte de Lancris
- Grégoire Colin : Fournier
- Jeanne Balibar : Madame Santero
- Isild Le Besco : Émilie de Lancris
- Jalil Lespert : Augustin
- Philippe Duquesne : Coignard
- Sylvie Testud : Renée de Sade
- Dominique Reymond : Madame de Lancris
- François Levantal : Latour
- Daniel Martin : Monsieur Santero
- Vincent Branchet : le Chevalier de Coublier
- Raymond Gérôme : le Président de Maussane
- Scali Delpeyrat : Robespierre
- François Guillaume : Sanson le bourreau

## Distinctions
Il a été récompensé par deux prix Lumières en 2001 :
- meilleur acteur pour Daniel Auteuil ;
- meilleur espoir féminin pour Isild Le Besco.

## Autour du film
Selon Le Figaro, Benoît Jacquot « esquisse un autoportrait » dans ce film, où « [le] récit de l'initiation d'une jeune fille par le sulfureux marquis » renvoie aux relations entre le réalisateur et « une actrice débutante, Isild Le Besco ». Daniel Auteuil a même affirmé que, pendant le tournage, il observait Benoît Jacquot en tant que source d'inspiration pour incarner Sade.
En février 2024, Isild Le Besco fait partie des femmes qui dénoncent les agissements sexuels des cinéastes Benoît Jacquot et Jacques Doillon, qu'elle accuse de « violences psychologiques ou physiques ».